# Reinaldo Navia
Reinaldo Marcelino Navia Amador (* 10. Mai 1978 in Quilpué) ist ein ehemaliger chilenischer Fußballspieler. Der Stürmer spielte 40 Länderspiele für die Nationalmannschaft Chiles, in denen er zehn Tore erzielte. Mit der U-23 Chiles gewann Navia die Bronzemedaille bei den Olympischen Spielen 2000 als Sturmpartner von Iván Zamorano.

## Karriere

### Vereinskarriere
Reinaldo Navia wurde in Quilpué in der Región de Valparaíso geboren, wo er in der Jugendmannschaft der Santiago Wanderers spielte und 1995 im Alter von 17 Jahren sein Profidebüt gab. 2001 ging er nach Mexiko zu Estudiantes Tecos und erlebte dort eine erfolgreiche Zeit. 2003 spielte er für Monarcas Morelia, 2004/05 für Club América, mit dem Navia die Clausura-Meisterschaft erringen konnte, 2006 für CF Monterrey, das er im April aus disziplinarischen Gründen verlassen musste, und San Luis FC sowie 2007 für Atlas.
Nach seinem Mexiko-Aufenthalt spielte der Stürmer noch in Argentinien für Racing Club de Avellaneda und in Ecuador für LDU Quito, mit denen er die Copa Libertadores 2008 gewann. Der Vertrag mit dem ecuadorianischen Verein wurde aber im Februar 2009 wegen seiner Knieverletzung aufgelöst und so kehrte Navia zurück nach Chile. Im Juni 2010 bekam er ein Angebot vom peruanischen Verein Sporting Cristal, allerdings überbot der mexikanische Zweitligist CD Irapuato das Angebot der Peruaner. Nach einer weiteren Saison in Mexiko spielte er bei Deportivo Ñublense und beendete schließlich seine Karriere bei den Atlanta Silverbacks.

### Nationalmannschaftskarriere
Das Debüt in der chilenischen Nationalmannschaft gab Reinaldo Navia beim Freundschaftsspiel gegen Guatemala im Februar 1999. 2001 wurde der Stürmer für die Copa América in Kolumbien nominiert. Im ersten Gruppenspiel erzielte Navia beim 4:1-Erfolg über Ecuador den 1:0-Führungstreffer. Bei den weiteren drei Partien stand der Stürmer jeweils in der Startelf, kam aber zu keinem weiteren Torerfolg für sein Team. Chile schied im Achtelfinale gegen seine Wahlheimat Mexiko aus.
Reinaldo Navia spielte neben weiteren Freundschaftsspielen auch die Qualifikationen zur Fußball-Weltmeisterschaft 2002 und Fußball-Weltmeisterschaft 2006, für die sich Chile nicht qualifizieren konnte. Bei der Copa América 2007 kam er im ersten Vorrundenspiel beim 3:2-Erfolg gegen Ecuador zum Einsatz. Sein Team gewann trotz 1:2-Pausenrückstand noch mit 3:2. Chile kam als Gruppendritter ins Achtelfinale, schied dort aber gegen Brasilien aus. Das Vorrundenspiel gegen Ecuador war das 40. und zugleich letzte Länderspiel Navias, der zehn Länderspieltore erzielte.

## Erfolge

### Spieler
Santiago Wanderers
- Chilenischer Meister: 1995

Club América
- Mexikanischer Meister: 2004/05-C

LDU Quito
- Copa-Libertadores-Sieger: 2008

Chile
- Bronzemedaille bei den Olympischen Spielen: 2000